# Institut monégasque de formation aux professions judiciaires
L'Institut monégasque de formation aux professions judiciaires, abrégé IMFPJ, est un établissement d'enseignement supérieur chargé de former des étudiants aux métiers juridiques en lien avec la principauté de Monaco.

## Histoire
L'Institut est créé par ordonnance souveraine du 12 avril 2021 et est placé au sein du secrétariat général de la direction des Services judiciaires. Au départ dispensant la formation initiale, sa compétence est élargie à la formation continue des professions judiciaires. L'arrivée de Sylvie Petit-Leclair au secrétariat d'État à la Justice signe le souhait de « porter [la formation] au plus haut niveau ». L'ordonnance souveraine de 2023 modifiant celle de 2021 étend pour ce fait la compétence de l'établissement et crée le poste de directeur scientifique,. Des rencontres sont organisées et des partenariats mis en place avec des institutions ou organisations monégasques. L'Institut a également forgé une forte collaboration avec les facultés de droit de Nice et d'Aix-et-Provence. Visant à mettre en avant le droit et le système juridique monégasques et alors que les détachements de professionnels français restent encore nombreux, l'établissement entend former davantage de nationaux au service de la justice de la principauté.
Enfin, l'ordonnance souveraine du 22 mai 2024 introduit plusieurs changements dans l'organisation, notamment avec le conseil scientifique de l'Institut qui voit sa composition modifiée et qui constitue désormais le comité de pilotage de la Revue de droit monégasque et l'Institut est revêtue de la mission supplémentaire d'organiser des formations en lien avec le service public de la justice,. Depuis la création jusqu'en 2024, le développement de l'établissement fait passer le nombre de cours et d'entraînements pour les candidats à l'examen du barreau de 10 à 20.

## Missions
En 2024, d'après l'article 1er de l'ordonnance souveraine modifiée, l'« Institut est chargé
1. de préparer les candidats inscrits à l'Institut, selon les cas, au concours d'accès à la magistrature prévu au chiffre 5 de l'article 27 de la loi no 1364 du 16 novembre 2009, modifiée, susvisée, à l'examen d'admission au stage portant sur les aptitudes et connaissances nécessaires à l'exercice de la profession d'avocat exigé par l'article 3 de la loi no 1047 du 28 juillet 1982, modifiée, susvisée, ainsi que, le cas échéant, à tous autres examens et concours donnant accès à des professions judiciaires ;
2. d'assurer des séminaires de formation pour les magistrats, pour les avocats et les avocats-défenseurs, ainsi que pour les autres professions judiciaires ;
3. d'organiser des formations en lien avec le service public de la justice ainsi que des manifestations ou des colloques sur des thématiques juridiques ;
4. de participer à la diffusion du droit monégasque à travers la publication, sous quelque support que ce soit, de chroniques et d'études juridiques ainsi que de décisions de justice. »

## Organisation
En 2024, d'après l'article 2 de l'ordonnance souveraine modifiée, l'IMFPJ « est dirigé par un directeur scientifique désigné par arrêté du secrétaire d'État à la Justice, directeur des Services judiciaires.
L'Institut monégasque de formation aux professions judiciaires comprend un Conseil scientifique présidé par le secrétaire d'État à la Justice, directeur des Services judiciaires et composé en outre :
- du directeur scientifique dudit Institut ;
- du président du Tribunal Suprême ;
- du premier président de la Cour de révision ;
- du premier président de la Cour d'appel ;
- du procureur général ;
- du président du Tribunal de première instance ;
- du directeur des Affaires juridiques ;
- du juge de paix, président du bureau de jugement du Tribunal du travail ;
- du bâtonnier de l'Ordre des avocats-défenseurs et avocats ;
- du secrétaire général de la direction des Services judiciaires ;
- du chargé de mission de l'Institut ;
- de deux professeurs ou maîtres de conférences d'une université, désignés par arrêté du wecrétaire d'État à la Justice, directeur des Services judiciaires.

Le secrétaire d'État à la Justice, directeur des Services Judiciaires peut adjoindre occasionnellement au Conseil scientifique, en tant que de besoin, toute personne qualifiée intervenant ou exerçant une activité dans le domaine du droit. Le Conseil scientifique se réunit au moins une fois par an sur convocation du secrétaire d'État à la Justice, directeur des Services judiciaires. »